# Cyathea vitiensis
Cyathea vitiensis là một loài thực vật có mạch trong họ Cyatheaceae. Loài này được (Carruth.) Domin mô tả khoa học đầu tiên năm 1930.